# Oblast Kaliningrad
Koordinaten: 54° 48′ N, 21° 9′ O

Oblast Kaliningrad

Die Oblast Kaliningrad (russisch Калинингра́дская о́бласть Kaliningradskaja Oblast), auch Kaliningrader Gebiet genannt, ist die westlichste Oblast (Russisch für Gebiet) der Russischen Föderation. Sie ist eines der kleinsten Föderationssubjekte und zugleich die kleinste Oblast Russlands. Die Oblast hat knapp 1.030.000 Einwohner (2021) und ist mit 15.125 km² Fläche etwas kleiner als Schleswig-Holstein. In Russland wird das Gebiet häufig als Bernsteinland (russisch Янтарный Край/Jantarny Krai) bezeichnet, was auf seinen Reichtum an Bernstein hinweist.
Die Hauptstadt ist Kaliningrad, das ehemalige Königsberg (Preußen). Das Gebiet der Oblast umfasst etwa das nördliche Drittel des ehemaligen Ostpreußens (d. h. das ehemalige Gebiet der Provinz ohne das litauische Memelland und die polnischen Gebiete Ermland, Masuren und Oberland). Als Exklave – von der Erreichbarkeit über die freie internationale Ostsee abgesehen – ist die Oblast von Litauen und Polen umgeben. Zwischen Litauen und dem weiter östlichen Kernland liegen noch Belarus bzw. Lettland, sodass die Landverbindung vom Kernland zur Oblast durch zwei fremde Staaten führt.
Das Gebiet spielt für Russland eine wichtige Rolle für seine Baltische Flotte mit Sitz in Baltijsk.

## Geografie

### Grenzen

Karte der Oblast Kaliningrad

Karte der Oblast Kaliningrad mit den historischen deutschen Ortsnamen (vor 1938)

Die Oblast Kaliningrad wird im Westen von der Ostsee begrenzt, durch die Memel im Norden, die Šešupė, Širvinta und Liepona im Osten von Litauen (der Grenzabschnitt entlang der drei letztgenannten Flüsschen existiert in seinem Verlauf seit dem 13. Jahrhundert und zählt zu den am längsten unverändert bestehenden Grenzen Europas). Im Süden grenzt die Oblast an Ermland-Masuren in Polen. Diese Grenze verläuft fast schnurgerade von der Frischen Nehrung nördlich von Krynica Morska (Kahlberg) nach Osten bis zur Südspitze des Wystiter Sees.

### Landschaft

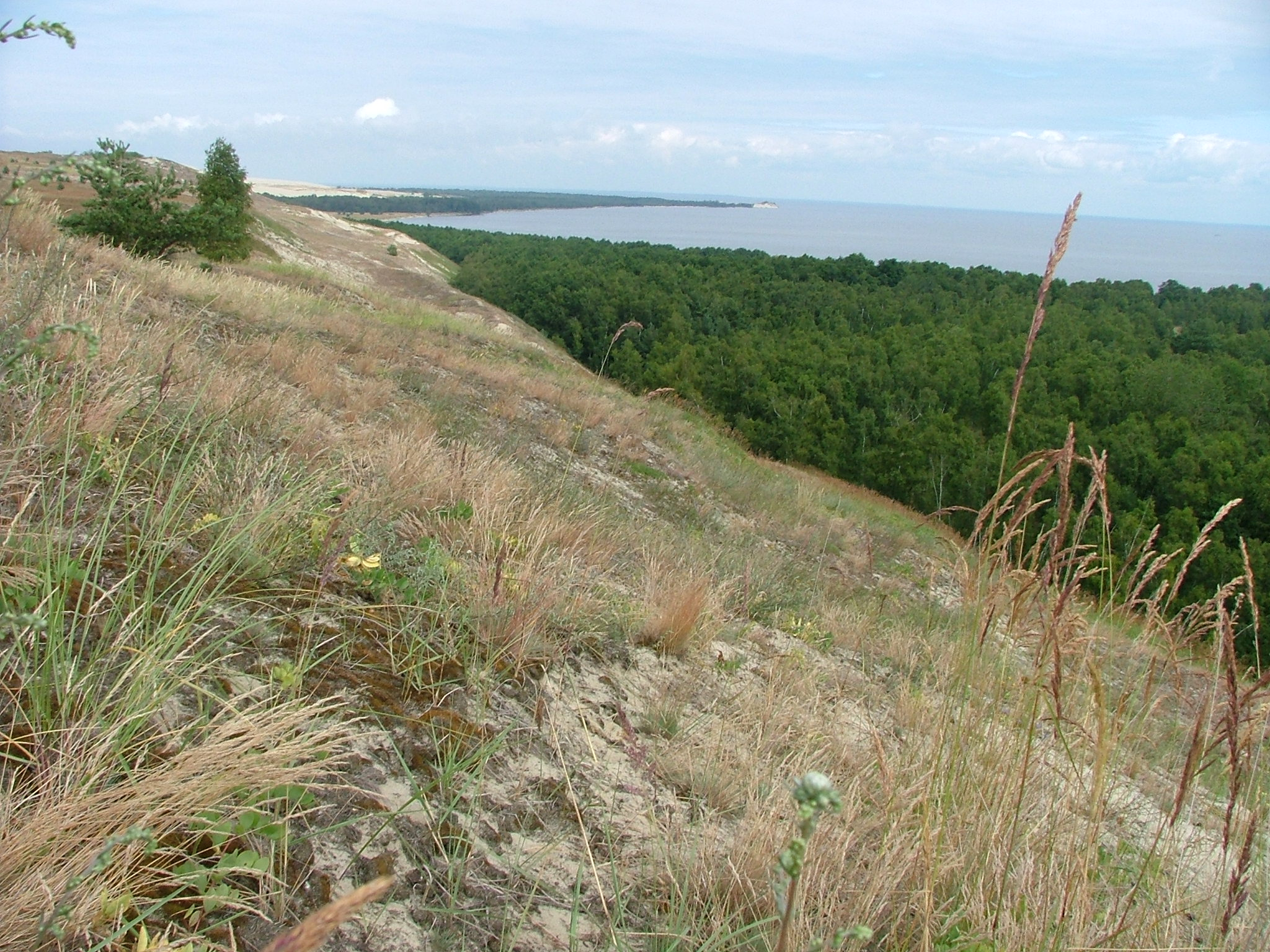
Landschaft auf der Kurischen Nehrung

Das Landschaftsbild wird von leicht gewelltem Flachland mit Moränenhügeln, größtenteils versteppten Wiesen und Feldern sowie viel Wald bestimmt, der von breiten Flussniederungen und Moorgebieten unterbrochen wird. Größte Flüsse sind der Pregel und die Memel, weitere Flüsse sind die Lawa (Alle), die Angrapa (Angerapp), die Krasnaja (Rominte) und die Dejma (Deime). Im Norden der Oblast befindet sich – angrenzend an das Kurische Haff – die Elchniederung (Losinaja Dolina) und das Große Moosbruch, eine Moorlandschaft, die zum Teil trockengelegt wurde, jedoch nicht mehr genutzt wird und wieder versumpft.
Im Südosten liegt die Rominter Heide mit dem Wystiter See und dem Wystiter Hügelland, die mit bis zu 230 m Höhe die höchste Erhebung der Oblast bilden. Im Westen ragt das Samland als Halbinsel in die Ostsee. Im Südwesten liegt das Frische Haff. Die Oblast hat Anteil an der Kurischen Nehrung und an der Frischen Nehrung.

## Politik
Amtierender Gouverneur der Oblast ist seit Oktober 2016 Anton Alichanow. In der Oblast-Duma (Gebietsparlament) befinden sich die gleichen politischen Kräfte wie in der russischen Duma. Stärkste Kraft ist das präsidententreue Lager. Wichtigste politische Themen sind die hohe Arbeitslosigkeit und die sozialen/gesundheitspolitischen Probleme wie die Ausbreitung von Krankheiten wie AIDS und Tuberkulose. Hinzu kommen die wirtschaftlichen Probleme, die mit der Exklavensituation verbunden sind. Weitere große Schwierigkeiten ergeben sich durch den hohen Grad an organisierter Kriminalität und Korruption in der Verwaltung. Eine politisch nach wie vor starke Rolle spielt das Militär.
Im Zuge der Finanzkrise ab 2007, die Russland hart traf, entwickelte sich die Oblast zu einer Hochburg der russischen Opposition. Anders als im russischen Kernland, wo oppositionelle Kundgebungen oft im Keim erstickt werden und nur wenige Menschen anziehen, nahmen hier an einzelnen Kundgebungen mehrere Tausend Menschen teil. Die besonders kritische Einstellung vieler Kaliningrader gegenüber der Moskauer Zentralmacht und der von dieser eingesetzten Regionalregierung wird u. a. auf die besondere Lage der Oblast (siehe auch Abschnitt „Exklavenstatus“) zurückgeführt. Viele Bürger haben schon einmal die benachbarten EU-Staaten Polen und Litauen besucht und vergleichen die wirtschaftliche und politische Entwicklung dort mit der Situation in ihrer Heimat.

### Gebietsduma-Wahlen

#### 2011
Die Wahlen zur 5. Legislaturperiode der Kaliningrader Gebietsduma fanden am 13. März 2011 statt. Die Wahlbeteiligung lag bei 42 %. Für ungültig wurden 4,22 % der Stimmen erklärt. Die gültigen Stimmen erbrachten folgendes Ergebnis.
| Partei              | Prozent | Mandate direkt | Mandate Liste | Mandate gesamt |
| ------------------- | ------- | -------------- | ------------- | -------------- |
| Einiges Russland    | 42,6 %  | 15             | 9             | 24             |
| KPRF                | 22,3 %  | 01             | 5             | 06             |
| LDPR                | 13,1 %  | 0–             | 2             | 02             |
| Gerechtes Russland  | 10,5 %  | 0–             | 2             | 02             |
| Patrioten Russlands | 08,9 %  | 0–             | 2             | 02             |
| Jabloko             | 02,5 %  | 0–             | –             | 0–             |
| Unabhängige         | –       | 04             | –             | 04             |
| Summe               | 99,9 %  | 20             | 200           | 40             |

Zur Vorsitzenden der Gebietsduma wurde Marina Orgejewa (Einiges Russland) gewählt.
In den Russischen Föderationsrat wurde als Vertreter der Gebietsduma der Abgeordnete Nikolai Wlassenko (Einiges Russland) entsandt.

#### 2016
Die Wahlen zur 6. Legislaturperiode der Kaliningrader Gebietsduma fanden am 18. September 2016 statt. Die Wahlbeteiligung lag bei 42,9 %. Für ungültig wurden 3,78 % der Stimmen erklärt. Die gültigen Stimmen erbrachten folgendes Ergebnis.
| Partei              | Prozent  | Mandate direkt | Mandate Liste | Mandate gesamt |
| ------------------- | -------- | -------------- | ------------- | -------------- |
| Einiges Russland    | 42,8 %   | 19             | 10            | 29             |
| LDPR                | 17,3 %   | –              | 04            | 04             |
| KPRF                | 17,3 %   | –              | 04            | 04             |
| Gerechtes Russland  | 07,3 %   | –              | 01            | 01             |
| Patrioten Russlands | 06,2 %   | –              | 01            | 01             |
| Jabloko             | 03,5 %   | –              | 0–            | 0–             |
| RPP                 | 03,4 %   | –              | 0–            | 0–             |
| Rodina              | 02,2 %   | –              | 0–            | 0–             |
| Unabhängige         | –        | 01             | 0–            | 0[0]1          |
| Summe               | 100,0 %0 | 20             | 20            | 40             |

Zur Vorsitzenden der Gebietsduma wurde Marina Orgejewa (Einiges Russland) wiedergewählt.
In den Russischen Föderationsrat wurde als Vertreter der Gebietsduma der Abgeordnete Alexei Korotkow (Einiges Russland) entsandt. Er schied damit aus der Duma aus, die sich somit auf 39 Abgeordnete verkleinerte.

### Exklavenstatus
Da die Oblast keine Verbindung zum russischen Mutterland hat, ergeben sich spezifische Probleme. Diese betreffen vor allem den Verkehr zwischen der Exklave und dem restlichen Russland (siehe Abschnitt „Verkehr“) und die Wirtschaft. So besteht ein großes Wohlstandsgefälle zu den EU-Nachbarn Polen und Litauen, zu denen restriktive Zoll- und Grenzbeschränkungen bestehen. Der russische Binnenmarkt ist für Produkte aus der Oblast schwer zugänglich, da ein teurer und langwieriger Transit durch andere Länder, u. a. durch Litauen und Belarus, notwendig ist. Hinderlich für eine weitere Entwicklung sind ferner die heruntergekommene Infrastruktur, eine überbordende Bürokratie und der hohe Militarisierungsgrad der Region (siehe Abschnitte „Wirtschaft“ und „Geschichte – 1990er-Jahre bis heute“).
Infolge der von der EU wegen des russischen Überfalls auf die Ukraine 2022 verhängten Sanktionen gegen Russland kam es zu erheblichen Einschränkungen von Warentransporten. Am 14. Juli 2022 erklärte Litauen, den Transit wieder in dem vor dem russischen Überfall üblichen Umfang zuzulassen.

## Verwaltungsgliederung und Städte

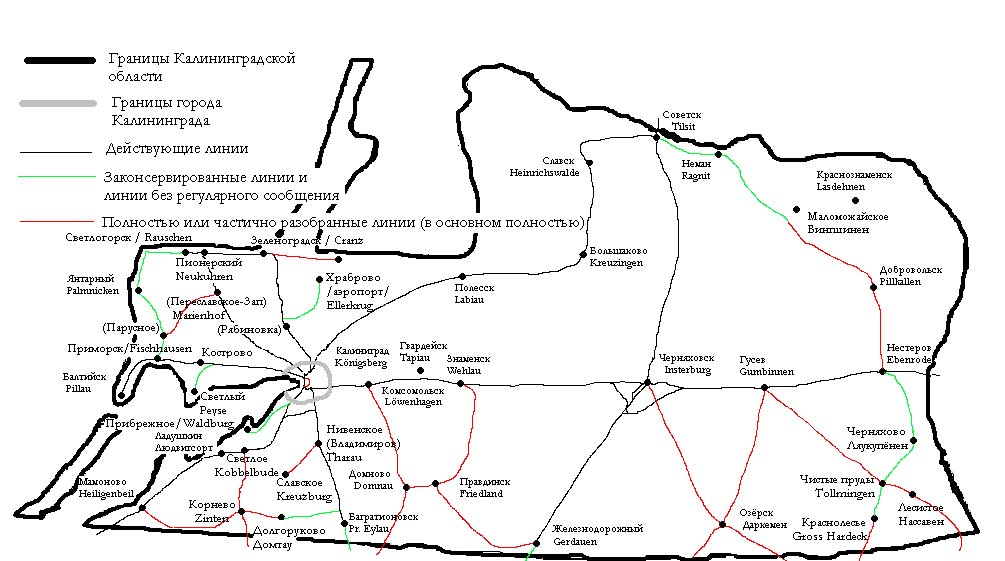
Oblast Kaliningrad mit russisch-deutschen Namen

Die Oblast gliedert sich in 13 Rajons und neun Stadtkreise (Städte bzw. Siedlung städtischen Typs von Oblastbedeutung). Die größte Stadt und einzige Großstadt der Oblast ist deren Verwaltungszentrum Kaliningrad, das frühere Königsberg. Insgesamt gibt es in der Oblast 22 Städte und eine Siedlung städtischen Typs.
| Name                         | Russisch    | Einwohner (1. Oktober 2021) |
| ---------------------------- | ----------- | --------------------------- |
| Kaliningrad (Königsberg)     | Калининград | 490.449                     |
| Sowetsk (Tilsit)             | Советск     | 038.910                     |
| Tschernjachowsk (Insterburg) | Черняховск  | 036.128                     |
| Baltijsk (Pillau)            | Балтийск    | 026.796                     |
| Gussew (Gumbinnen)           | Гусев       | 029.234                     |
| Swetly (Zimmerbude)          | Светлый     | 021.114                     |

## Bevölkerung
Bei den russischen Volkszählungen gab es bis 2002 eine wachsende Bevölkerungszahl. Die Einwohnerzahl wuchs zwischen 1959 und 2002 um 344.396 Personen oder 56,4 %. Damit hat Kaliningrad eine deutlich günstigere demografische Entwicklung als etwa Litauen und Lettland vorzuweisen, die seit 1989 Bevölkerungsrückgänge im zweistelligen Prozentbereich verzeichneten. Nach offiziellen Angaben wuchs die Bevölkerungszahl des Kaliningrader Gebiets nach einer kleinen Bevölkerungsabnahme zwischen 2002 und 2010 wieder und stieg bis 2021 auf  einen historischen Höchstwert von 1.029.966 Personen. Das Wachstum zwischen 2010 und 2021 beschränkt sich allerdings auf die Stadt Kaliningrad und den ihn teilweise umgebenden Rajon Gurjewsk (Kaliningrad). Andere Gebiete in der Oblast hatten teils starke Bevölkerungsrückgänge.
Bei den am 30. Dezember 2022 veröffentlichten Resultaten der Volkszählung machten nur 886.706 Personen (86,09 % der Gesamtbevölkerung) genaue Angaben zu ihrer Volksgruppenzugehörigkeit. Die Verteilung der verschiedenen Volksgruppen sah folgendermaßen aus:
| Nationalität | VZ 1959 | Prozent | VZ 1970 | Prozent | VZ 1979 | Prozent | VZ 1989 | Prozent | VZ 2002 | Prozent | VZ 2010 | Prozent | VZ 2021   | Prozent |
| ------------ | ------- | ------- | ------- | ------- | ------- | ------- | ------- | ------- | ------- | ------- | ------- | ------- | --------- | ------- |
| Russen       | 473.861 | 77,57   | 564.469 | 77,12   | 632.717 | 78,31   | 683.563 | 78,47   | 786.885 | 83,14   | 772.534 | 86,43   | 809.546   | 91,30   |
| Ukrainer     | 35.717  | 05,85   | 48.044  | 06,56   | 54.656  | 06,76   | 62.750  | 07,20   | 47.229  | 04,99   | 32.771  | 03,67   | 12.515    | 01,41   |
| Belarussen   | 57.178  | 09,36   | 68.808  | 09,40   | 72.465  | 08,97   | 73.926  | 08,49   | 50.748  | 05,36   | 32.497  | 03,64   | 11.360    | 01,28   |
| Armenier     | 524     | 00,09   | 740     | 00,10   | 953     | 00,12   | 1.620   | 00,19   | 8.415   | 00,89   | 9.226   | 01,03   | 8.379     | 00,94   |
| Litauer      | 21.262  | 03,48   | 23.376  | 03,19   | 19.647  | 02,43   | 18.116  | 02,08   | 13.937  | 01,47   | 9.769   | 01,09   | 4.279     | 00,48   |
| Deutsche     | 648     | 00,11   | 1.068   | 00,15   | 1.218   | 00,15   | 1.307   | 00,15   | 8.340   | 00,88   | 7.349   | 00,82   | 4.118     | 00,46   |
| Tataren      | 2.202   | 00,36   | 2.752   | 00,38   | 3.226   | 00,40   | 3.556   | 00,41   | 4.729   | 00,50   | 4.534   | 00,51   | 3.250     | 00,37   |
| Polen        | 3.287   | 00,54   | 4.028   | 00,55   | 4.245   | 00,53   | 4.287   | 00,49   | 3.918   | 00,41   | 2.788   | 00,30   | 1.402     | 00,14   |
| Juden        | 4.520   | 00,74   | 4.517   | 00,62   | 3.816   | 00,47   | 3.200   | 00,37   | 1.599   | 00,17   | 1.123   | 00,12   | 671       | 00,07   |
| Einwohner    | 610.885 | 100,000 | 731.936 | 100,000 | 807.985 | 100,000 | 871.159 | 100,000 | 955.281 | 100,000 | 941.873 | 100,000 | 1.029.966 | 100,000 |

Anmerkung: die Anteile beziehen sich auf Gesamtzahl der Personen, die Angaben zu ihrer ethnischen Zugehörigkeit gemacht haben
Bei den Russlanddeutschen handelt es sich fast ausschließlich um relativ neue Zuwanderer aus anderen russischen Regionen und nicht um wohnhaft gebliebene Ostpreußen. Bis 1989 lebten nur wenige Personen mit Nationalitätsangabe Deutsch in der Oblast. Nach dem starken Anstieg bis 2002 hat eine Abwanderungswelle eingesetzt. Bei den übrigen Volksgruppen hat seit 1989 nur die Zahl der Personen aus dem Kaukasus und Transkaukasus zugenommen. Alle anderen Minderheitengruppen verzeichneten eine starke Abwanderung.
Noch heute sind etwa 50 % der Bevölkerung nicht in der Oblast geboren; vor allem nach dem Zusammenbruch der Sowjetunion sind viele Russen aus den ehemaligen Teilrepubliken zugewandert. Einen wichtigen Faktor stellt das Militär dar, es leben 14.500 Armeeangehörige in der Oblast.

### Sprachen
Die in der Oblast Kaliningrad lebenden Menschen beherrschen die folgenden Sprachen:
| Sprache      | VZ 2010 |
| ------------ | ------- |
| Russisch     | 95,85 % |
| Englisch     | 07,53 % |
| Deutsch      | 03,01 % |
| Ukrainisch   | 01,86 % |
| Belarussisch | 00,88 % |
| Litauisch    | 00,87 % |
| Polnisch     | 00,74 % |
| Armenisch    | 00,62 % |
| Sonstige     | 02,18 % |

0,07 % bzw. 648 Kaliningrader beherrschten zudem die russische Gebärdensprache.

### Religion

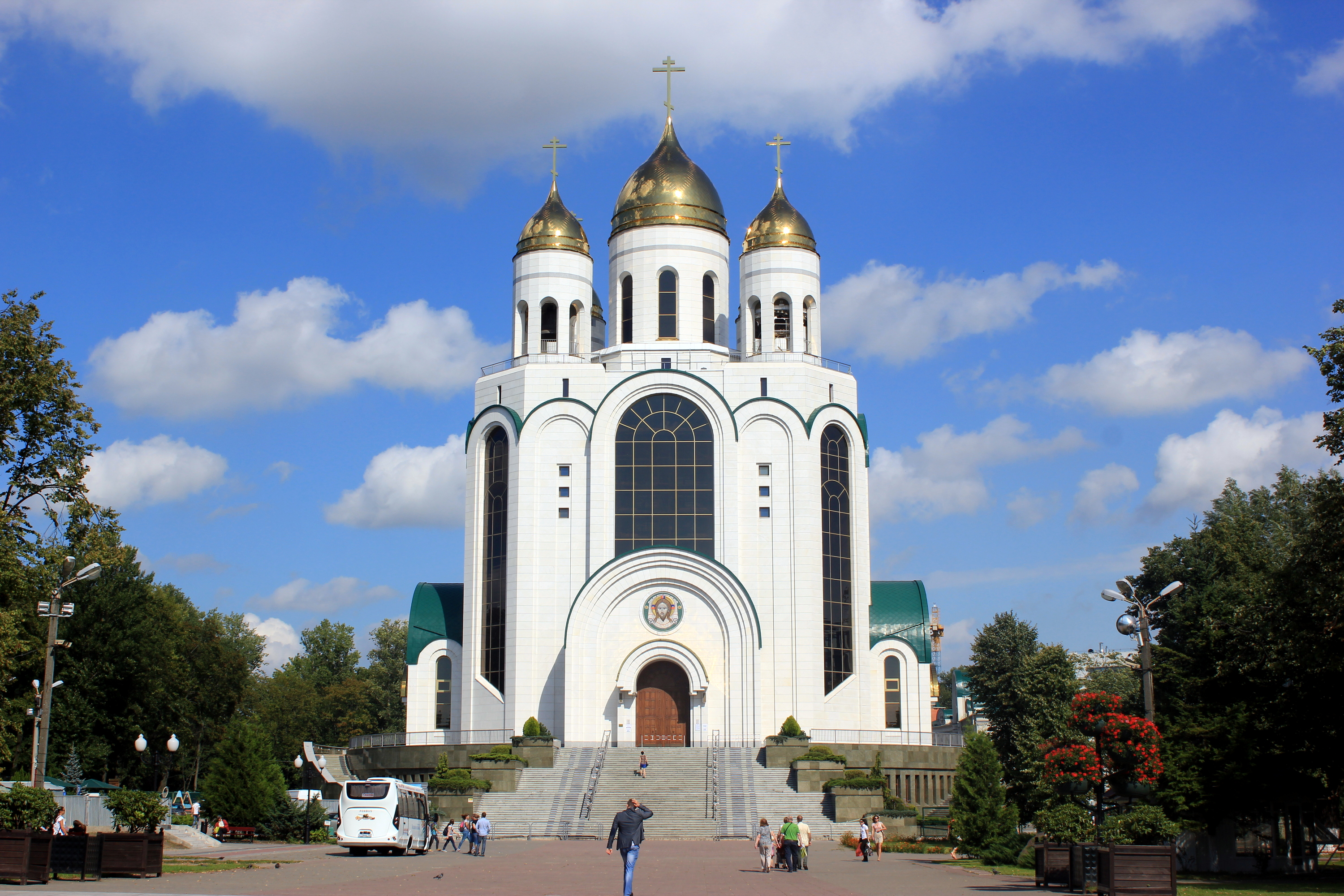
Orthodoxe Christ-Erlöser-Kathedrale in Kaliningrad

Wie im größten Teil Russlands ist in der Oblast Kaliningrad der russisch-orthodoxe Glaube am weitesten verbreitet.
Die katholische Minderheit gehört zur Region West des Erzbistums Moskau. Gemeinden bestehen in Bagrationowsk (Preußisch Eylau), Baltijsk (Pillau), Bolschakowo (Groß Skaisgirren), Gwardeisk (Tapiau), Gussew (Gumbinnen), Jantarny (Palmnicken), Kaliningrad (Königsberg), Krasnosnamensk (Lasdehnen), Lipki (Lenkimmen), Mamonowo (Heiligenbeil), Neman (Ragnit), Nesterow (Stallupönen), Osjorsk (Darkehmen), Otwaschnoje (Wickbold), Pionerski (Neukuhren), Polessk (Labiau), Rasdolnoje (Pohren), Salessje (Mehlauken), Selenogradsk (Cranz), Slawsk (Heinrichswalde), Snamensk (Wehlau), Sowetsk (Tilsit), Swetly (Zimmerbude) und Tschernjachowsk (Insterburg).
Zu der Evangelisch-Lutherischen Kirche Europäisches Russland angehörigen Propstei Kaliningrad zählen 38 Gemeinden, zu deren Mitgliedern viele Russlanddeutsche gehören. Die Kaliningrader Propstei ist die größte innerhalb Russlands.

### Gesundheitswesen
Zu einem wachsenden Problem in der Region entwickelt sich die Ausbreitung von Hepatitis B, Hepatitis C, HIV und Tuberkulose. Einige Krankenhäuser in der Gebietshauptstadt besitzen dank der Hilfe einiger Sponsoren aus dem In- oder Ausland in gewissem Umfang moderne Gerätschaften. Jedoch herrscht vor allem in den Rajonskrankenhäusern ein ausgesprochener Mangel, insbesondere an sterilen Einwegartikeln. Es wird häufig gemeldet, dass das Gebiet Kaliningrad die am stärksten von der AIDS-Ausbreitung betroffene Region in Russland sei. Dabei ist jedoch zu berücksichtigen, dass in diesem Gebiet die russlandweit einzige einigermaßen vollständige Erfassung der Infizierten besteht.

### Sonstige demografische Daten
In der Oblast Kaliningrad gibt es 267.220 Privathaushalte, in denen durchschnittlich 3,1 Menschen leben. In 19,8 % der Haushalte leben Kinder und Jugendliche unter 18 Jahren. 65,9 % der Haushalte sind Familienhaushalte von Ehepartnern. In 44,1 % von ihnen leben Kinder und Jugendliche unter 18 Jahren. 65,1 % der Haushalte mit Kindern sind Ein-Kind-Haushalte. In 29,5 % sind zwei Kinder vorhanden, in 5,4 % sind es drei Kinder und mehr.
54,8 % der erwachsenen Kaliningrader Bevölkerung ist verheiratet und mit dem Ehepartner zusammenlebend, 8,8 % ist geschieden, 1,5 % lebt vom Ehepartner getrennt. 20,3 % der volljährigen Kaliningrader sind ledig und 11,0 % verwitwet.
26,6 % der erwachsenen Kaliningrader verfügen über einen Hochschulabschluss. 47,3 % haben einen Mittelschulabschluss nach 11 Schuljahren (Hochschulreife). 13,4 % haben einen Mittelschulabschluss nach 9 Schuljahren. 7,8 % haben nur die Grundbildung nach 5 Schuljahren. 0,5 % haben keine Schulbildung wahrgenommen.

## Wirtschaft

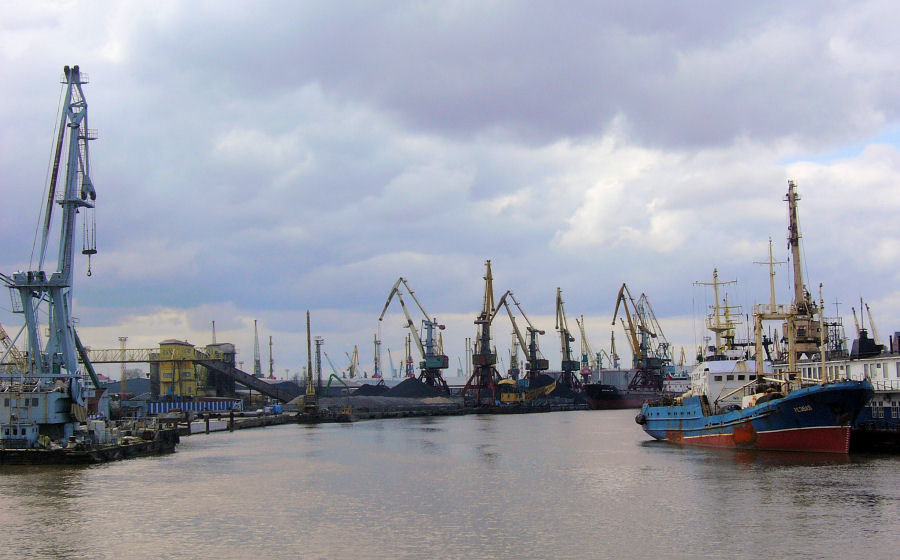
Hafen von Kaliningrad

Die Oblast Kaliningrad hat für Russland nach wie vor große Bedeutung als Militärstützpunkt (bis 1991 gesperrt) sowie durch eisfreie Ostseehäfen. Die Einrichtung einer Sonderwirtschaftszone „Jantar“ zeigt nur zögerlich Erfolge, was insbesondere der starken Abschottung des Gebietes, der herrschenden Bürokratie, der hohen Kriminalität und der häufig anzutreffenden Korruption angelastet wird. In Kaliningrad gibt es eine große Fischereiflotte (die größte Russlands) sowie Automontage für BMW und KIA. Die Wirtschaft leidet unter der Abschottung des Gebietes von seinen Nachbarn und den zum russischen Kernland zu überwindenden Staatsgrenzen. Große Hoffnungen werden in den Fund von Erdöl in der Ostsee gesetzt. Große Teile der ländlichen Bevölkerung arbeiten in der meist genossenschaftlich organisierten Landwirtschaft und – an der Küste – der Fischerei. Sehr viel Landwirtschaft wird hierbei zur Selbstversorgung betrieben.
Seit Ende der 2000er Jahre legte die russische Regierung mehrere Wirtschaftsförderungsprogramme auf, um die wachsende Kluft zwischen den wirtschaftlich erfolgreichen Nachbarländern einerseits und der stagnierenden Oblast andererseits nicht noch größer werden zu lassen und die Wirtschaft der Oblast zu „stabilisieren“. Doch diese Versuche blieben ohne anhaltenden Erfolg. Seit 2010 war das Kernkraftwerk Kaliningrad als erstes Kernkraftwerk der Oblast nahe Neman an der Memel im Bau, dieses sollte sowohl das Stromdefizit nach der Abschaltung des litauischen Kernkraftwerks in Ignalina kompensieren als auch zur Erzeugung anderweitig exportierbaren Stroms dienen. Allerdings verkündete im November 2015 der russische Energieminister, dass die Bauarbeiten in absehbarer Zeit nicht wieder aufgenommen werden, als Grund gab er veränderte wirtschaftliche Bedingungen an.

## Tourismus

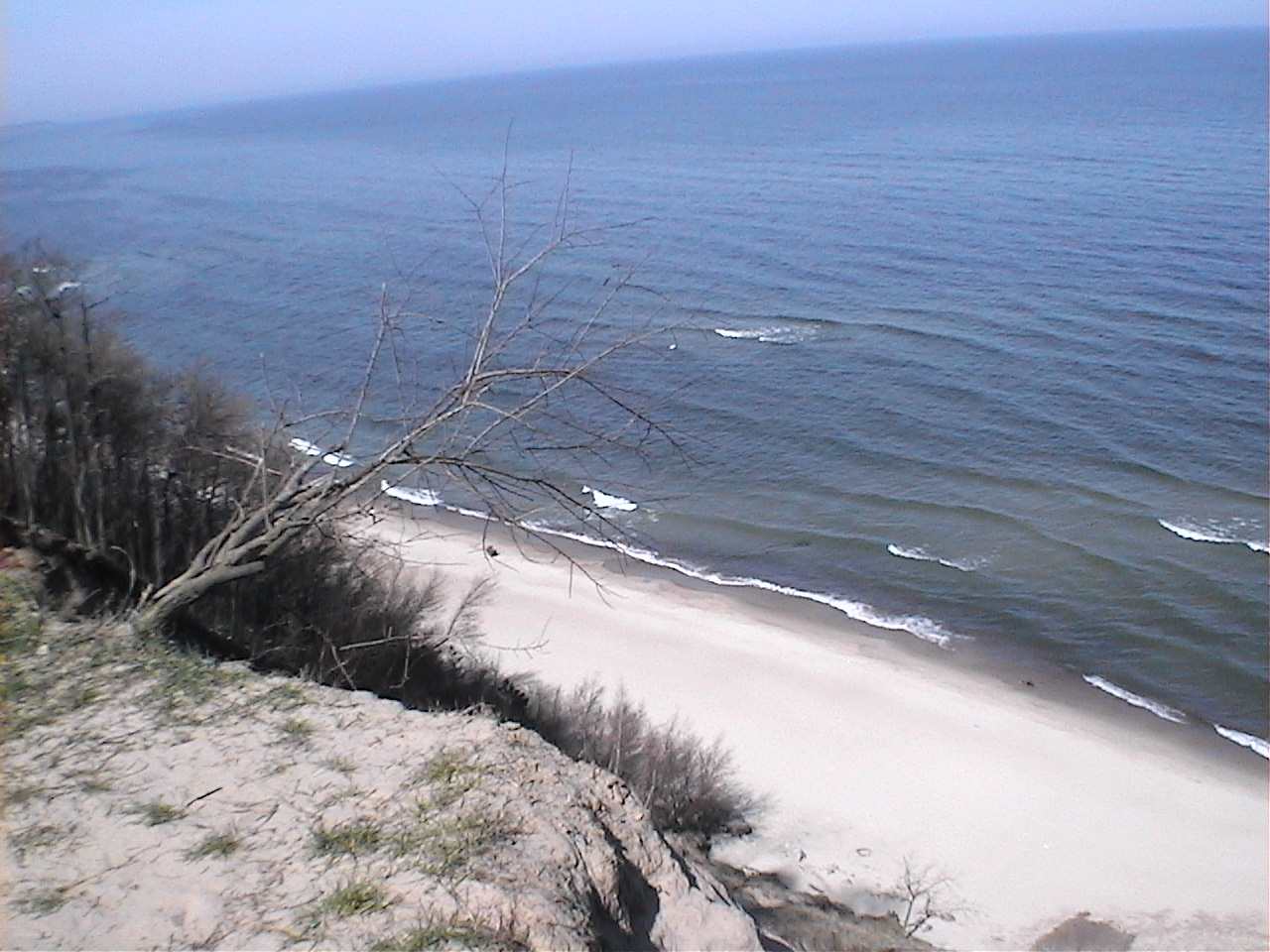
Strand nahe Swetlogorsk

Der Tourismus in der Oblast Kaliningrad entwickelte sich nach Öffnung des vormaligen Militärsperrgebietes zunächst sprunghaft, da viele ehemalige Einwohner des nördlichen Ostpreußen als Heimwehtouristen die Region um das frühere Königsberg (Preußen) besuchten. Nach kurzer Zeit ebbte diese Besuchswelle jedoch ab. Von großer und mit Abebben des Heimwehtourismus wachsender Bedeutung in den Küstenbadeorten Selenogradsk und Swetlogorsk sowie auf der Kurischen Nehrung ist der Inlandstourismus. Ein Grund hierfür ist die überbordende Bürokratie und der Visumzwang für EU-Bürger, der jedoch nach einem Beschluss der Regierung mit Wirkung zum 1. Juli 2019 durch ein kostenloses, bis zu acht Tage gültiges E-Visum aufgehoben wurde. Erstmals seit dem Ende des Zweiten Weltkriegs wäre dann für deutsche Staatsbürger der zumindest temporäre, unentgeltliche Aufenthalt auf dem Gebiet der Oblast wieder möglich.
Vom wachsenden Inlandstourismus zeugen nicht zuletzt neu erbaute Villen in Strandnähe, die sich reiche Moskauer in diesen Orten erbauen. Kaliningrad selbst besitzt nach schweren Zerstörungen im Krieg nur wenige historische Sehenswürdigkeiten, zu denen der alte Königsberger Dom und einige alte Stadtbefestigungen zählen. Jedoch ist die Stadt als örtliche Verkehrsdrehscheibe und Einkaufsstadt von Bedeutung. Im größten Teil des Gebietes besteht kaum touristische Infrastruktur, insbesondere nicht für den Individualtourismus. Die örtliche Touristenbehörde bemüht sich um den Aufbau verschiedener Fremdenverkehrszweige wie Jagdtourismus, Reitertourismus und ländlichen Tourismus sowie um Förderung des Fremdenverkehrs in den Klein- und Mittelstädten wie Sowetsk (Tilsit). Beliebt sind außerdem Schienenkreuzfahrten in das Gebiet.

## Verkehr

### Seeverkehr
Der Umschlag des Kaliningrader Hafens betrug 2015 12,7 Mio. Tonnen. Damit handelt es sich um den viertgrößten russischen Ostseehafen.

### Binnenverkehr
Innerhalb der Oblast existiert ein weitmaschiges, 645 km langes Eisenbahnnetz, davon sind 95 km elektrifiziert (Strecken von Kaliningrad (Königsberg) nach Swetlogorsk (Rauschen) und Selenogradsk (Cranz)). Daneben wird ein großer Teil des Verkehrs mit Bussen bewältigt. Kaliningrad ist mit der litauischen Grenze bei Tschernyschewskoje (Eydtkuhnen) durch die ausgebaute Fernstraße A 229 verbunden. Nach Polen besteht die Trasse der bereits vor 1945 nur zweistreifig (eine Fahrbahn) betriebenen Autobahn R516 (Elbing–Königsberg), die kürzlich wieder für den Verkehr freigegeben wurde, jetzt aber nur noch eine Straße von regionaler Bedeutung ist. Die Länge des Straßennetzes beträgt 6714 km. Damit besitzt die Oblast nach der Oblast Moskau und der Republik Kabardino-Balkarien das drittdichteste Straßennetz der russischen Föderationssubjekte (ohne Städte Moskau und Sankt Petersburg; 438 km pro 1000 km² Ende 2009). Ende 2009 wurde der erste Abschnitt der Samland-Autobahn freigegeben. Der 27 km lange vierspurige Abschnitt verbindet Kaliningrad mit Selenogradsk und schließt den Flughafen Chrabrowo direkt an. Der zweite, 24 km lange Abschnitt der geplanten Ringautobahn soll Selenogradsk mit Swetlogorsk verbinden. In der Endausbaustufe soll diese bis nach Baltijsk (Pillau) reichen.

### Mit dem restlichen Russland
Die meisten von der Oblast ausgehenden Verkehrsströme zielen in Form von Transitverbindungen durch Litauen und Belarus auf das russische Kernland. Durch die Situation als von visumpflichtigem Ausland umgebene Exklave ist der Verkehr mit dem restlichen Russland jedoch sehr erschwert, was ein ernsthaftes Problem für die lokale Wirtschaft ist. Nur die Hälfte der Einwohner des Gebietes besitzt überhaupt einen Reisepass und ist so in der Lage, ein (für den durchschnittlichen Kaliningrader sehr teures) Visum zu beantragen.

#### Eisenbahn

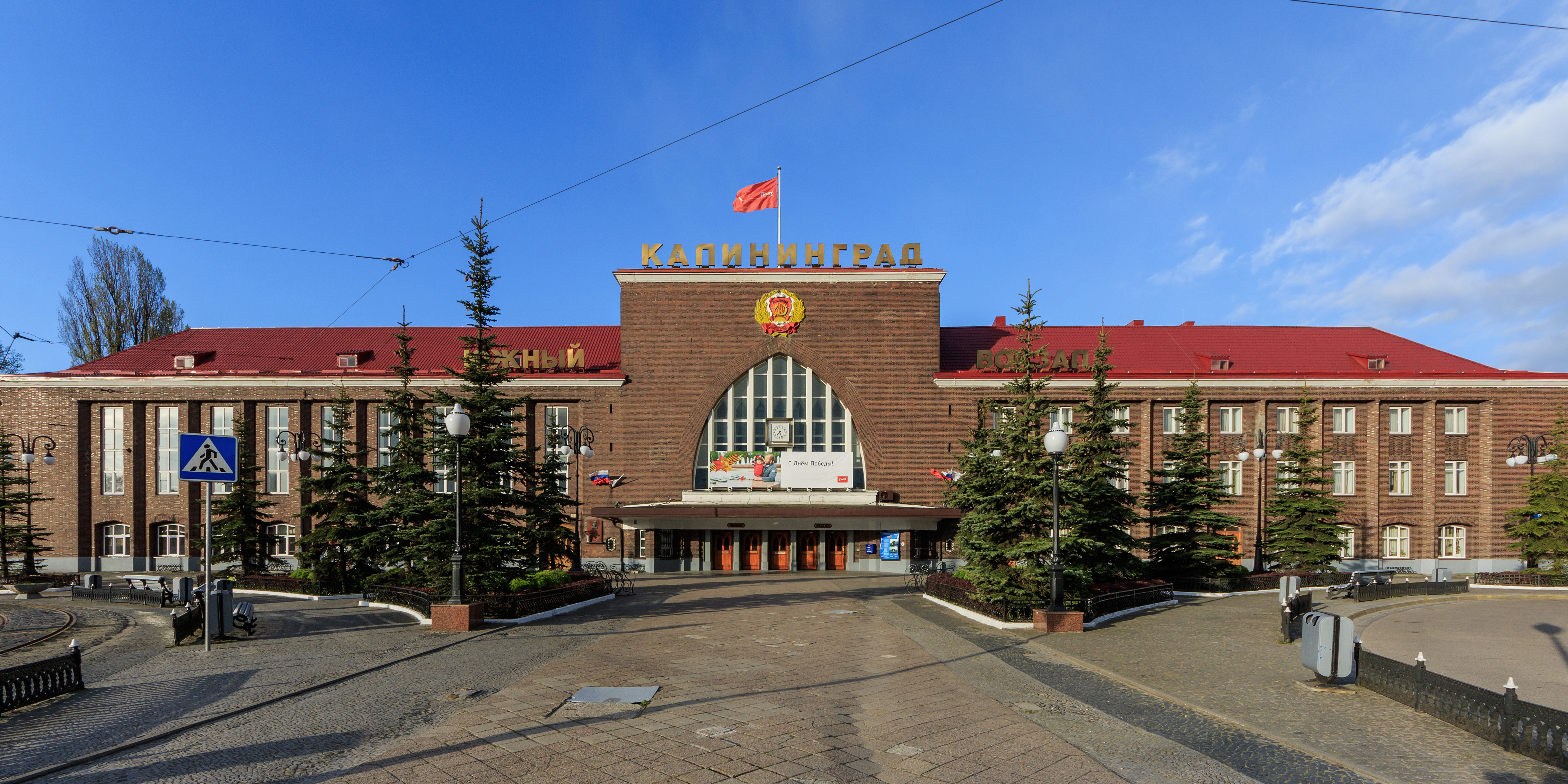
Bahnhof Kaliningrad Passaschirski, ehem. Königsberg Hauptbahnhof (1929)

Wichtigster Verkehrsträger zwischen der Oblast Kaliningrad und dem russischen Kernland ist die Eisenbahn. Das Schienennetz der Oblast Kaliningrad wird von der Kaliningradskaja schelesnaja doroga, einer Filiale der Russischen Staatsbahnen (RŽD), betrieben. Zu Zeiten der Deutschen Reichsbahn existierten im nördlichen Ostpreußen 1823 km Bahnstrecken, 2010 waren es noch 963 km. In der Oblast existieren statistisch 409 Schienenkilometer auf 10.000 km² (per Ende 2009), womit sie nach der Oblast Moskau (mit Stadt Moskau) im Vergleich der Föderationssubjekte auf dem zweiten Platz liegt. Aufgrund der hohen Motorisierung (Rang 4 in Russland) verliert die Nutzung der Schiene in Personen- und Güterverkehr jedoch an Bedeutung.
Im Personenverkehr mit dem russischen Kernland verkehren Transitzüge, die ohne Verkehrshalt Litauen durchqueren. Dieser Verkehr beruht auf einem Abkommen zwischen der EU und Russland aus dem Jahr 2002. Fahrkarten für diese Züge müssen spätestens einen Tag vor der Fahrt gekauft werden, da ein Transitdokument (de facto ein Transitvisum) erforderlich ist.
Im Güterverkehr mit dem russischen Kernland verkehrten vor dem Angriff Russlands auf die Ukraine im Februar 2022 etwa 100 Güterzüge im Monat, ein erheblicher Teil des gesamten Güterverkehrs in dieser Relation. Ab Juni 2022 versuchte Litauen Warengruppen von diesem Verkehr auszuschließen, die unter die EU-Sanktionen gegen den Import russischer Waren fallen. Dies wurde aber im Juli 2022 letztendlich von der EU-Kommission unterbunden, da der Transit keinen Import in die EU darstellt.

#### Straße

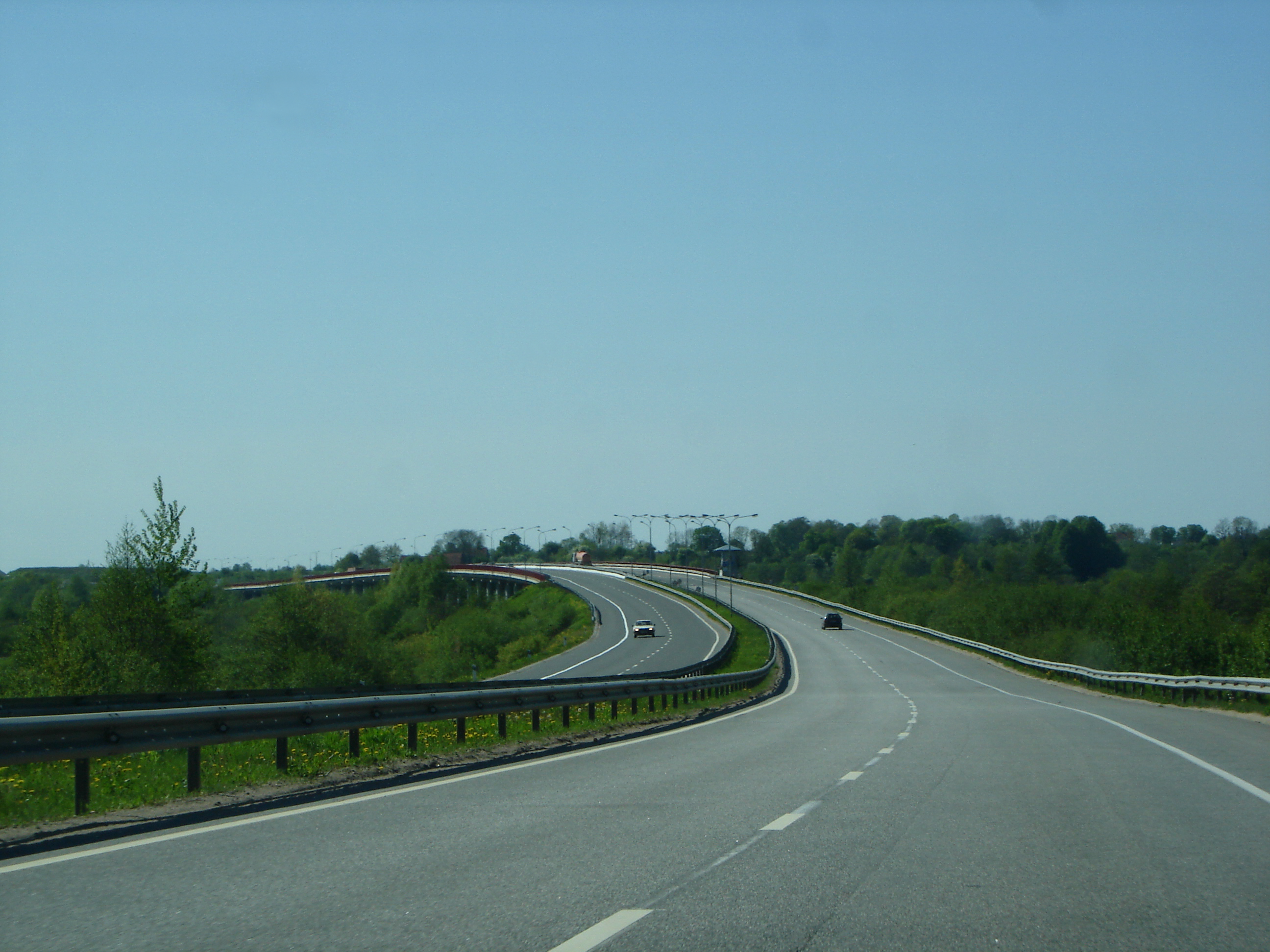
Zur Schnellstraße ausgebauter Abschnitt der A229 bei Gwardeisk

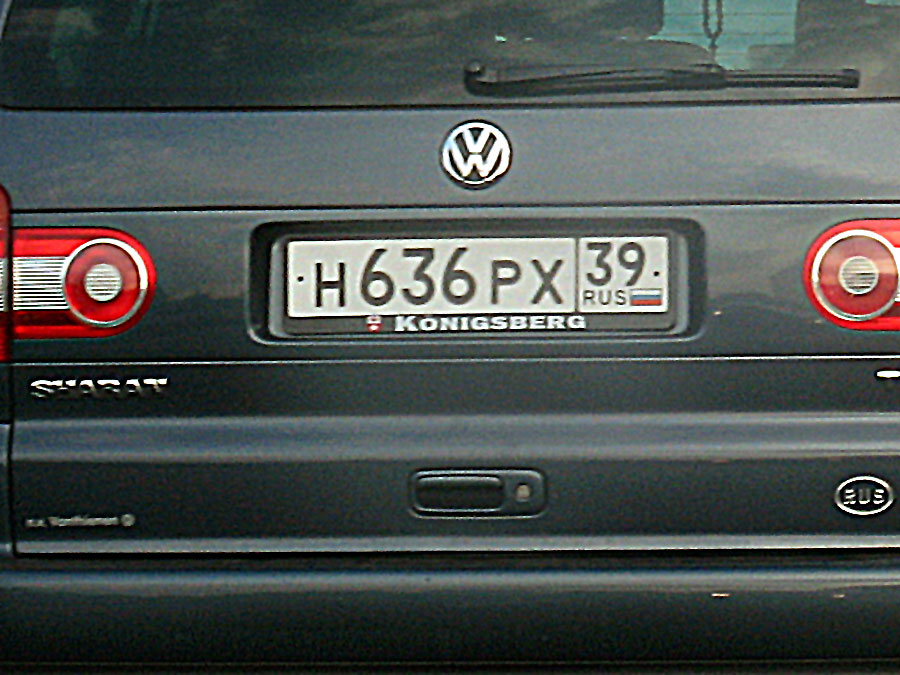
Kfz-Kennzeichen der Oblast Kaliningrad mit der Gebietskennzahl 39

Die Hauptstraßenverbindung nach Moskau verläuft über den Grenzübergang Tschernyschewskoje–Marijampolė–Vilnius–Minsk–Smolensk, die Hauptstraße nach Sankt Petersburg verläuft über den Grenzübergang Sowetsk (Tilsit) – Šiauliai – Riga – Pskow. Für beide Routen benötigen Russen Transitvisa.

#### Fähre
Es besteht eine visumfreie Fährverbindung von Baltijsk (Pillau) nach Ust-Luga, 100 km westlich von Sankt Petersburg, die etwa 48 Stunden für eine Richtung benötigt. Eingesetzt sind hier seit 2022 die Fähren „Marschall Rokossowskij“ und „General Tschernjachowskij“. Die Schiffe sind 200 m lang, 27 m breit und haben zwei Frachtdecks. Das untere ist mit Gleisen in russischer Breitspur (1520 mm) ausgestattet und kann bis zu 80 Güterwagen aufnehmen. Auf dem Oberdeck ist Platz für 15 Lkw. Die Schiffe kommen mit einer Eisdecke von bis zu 80 cm Stärke auch ohne Eisbrecher zurecht.
Geplant sind Schnellfähren für den Eisenbahn-, Auto- und Personentransport, die nur noch 15 Stunden brauchen sollen. Die Fahrt kostet so viel wie die Bahnfahrt über Litauen und Belarus. Problematisch war, dass die Fähre in der Vergangenheit häufig und über lange Zeiträume ausfiel. Als Gründe wurden meist technische Probleme angeführt.

#### Flugzeug
Nördlich der Stadt Kaliningrad befindet sich bei Chrabrowo (Powunden) der internationale Flughafen Kaliningrad-Chrabrowo, von dem aus täglich mehrmals ebenfalls visumfreie Inlandsflüge ins russische Kernland abgehen.

### Mit den Nachbarländern
Es bestehen vier Straßengrenzübergänge nach Polen, vier Straßengrenzübergänge nach Litauen (davon einer nur für Staatsangehörige Litauens und Russlands) und jeweils zwei Eisenbahngrenzübergänge nach Polen und Litauen (davon jeweils einer ausschließlich für den Güterverkehr).
Vom Flughafen Chrabrowo (Powunden) aus bestehen 2018 Verbindungen vor allem mit
- Aeroflot nach Moskau
- Belavia nach Minsk
- Polskie Linie Lotnicze (LOT) nach Warschau
- Pulkovo Aviation nach Sankt Petersburg
- SAS Scandinavian Airlines nach Kopenhagen
- UTair nach Moskau
- Rossiya nach Sankt Petersburg

Die Bewohner der Oblast benötigen für sämtliche Nachbarländer seit dem EU-Beitritt Polens und Litauens ein Visum. Dies hat in Verbindung mit sehr restriktiven Grenzkontrollen dazu geführt, dass der sogenannte kleine Grenzverkehr seitdem praktisch zum Erliegen gekommen ist und die Oblast stärker als zuvor auf das russische Kernland ausgerichtet ist.
Seit dem 1. August 2012 dürfen Bürger der Oblast, die seit mindestens drei Jahren dort leben, ohne Visum für neunzig Tage halbjährlich in einen 50 Kilometer breiten Streifen grenznah nach Polen einreisen. Das bedeutet, dass sie nur mit einem Propusk (Passierschein) des polnischen Generalkonsulats in Kaliningrad nach Masuren, in die Städte Elbląg (Elbing), Olsztyn (Allenstein), Braniewo (Braunsberg) und Gołdap (Goldap) fahren können. An der Küste dürfen sie nach Gdańsk (Danzig), Sopot (Zoppot) und Gdynia (Gdingen) und bis auf die Halbinsel Hel reisen. Umgekehrt dürfen Bewohner der betreffenden polnischen Gebiete visumfrei in die gesamte Oblast Kaliningrad fahren.

## Geschichte

### Bis 1945
Zur Geschichte vor 1945 und zur Vertreibung der Ostpreußen siehe unter Ostpreußen.

### Wiederbesiedelung
Nachdem zum Ende des Zweiten Weltkrieges im Mai 1945 Ostpreußen von der Roten Armee erobert worden war, bildete die sowjetische Regierung am 7. April 1946 aus dem seit Juli 1945 bestehenden Osobnij wojennij okrug (Besonderen Militär-Okrug) die Kenigsbergskaja oblast im Rahmen der Russischen SFSR. Bereits am 4. Juli 1946 erfolgte die neue Namensgebung Kaliningrad und Kaliningradskaja oblast („Kaliningrader Gebiet“). Bis zur endgültigen Vertreibung der deutschen Bevölkerung erschien von 1947 bis 1948 die deutschsprachige Zeitung Neue Zeit. Gleichzeitig liefen in der gesamten Sowjetunion mit Schwerpunkten in Zentralrussland, dem Gebiet des heutigen Föderationskreises Wolga, der nordöstlichen Ukraine, und in Weißrussland Kampagnen, um die durch den Krieg und die Vertreibung der einheimischen deutschen Bevölkerung entvölkerten Landstriche wieder zu besiedeln. Ins Land kamen neben Angehörigen der hier ansässigen Garnisonen Menschen, die im Krieg ihr Heimatdorf oder ihre Familie verloren hatten, aber auch heimkehrende Soldaten, aus deutscher Kriegsgefangenschaft entlassene Heimkehrer, die Bestrafung wegen des Vorwurfes der Kollaboration mit dem Feind fürchteten, und Strafgefangene, die verpflichtet wurden, sich in dieser Region anzusiedeln. Das Gebiet wurde zu einem Militärsperrbezirk, in den selbst Sowjetbürger nur mit Sondergenehmigung einreisen konnten. Rund 2280 Orte wurden nicht wieder besiedelt und existieren seither nicht mehr, die übrigen 2520 Ortschaften erhielten neue russische Namen, die meist keinen Bezug zu den alten Ortsnamen mehr besaßen (beispielsweise Schelesnodoroschny (Eisenbahnstadt) für Gerdauen, Matrossowo (Matrosendorf) für Gilge, Slawsk (ruhmreicher Ort) für Heinrichswalde). Zum Teil erhielten Gruppen von benachbart liegenden Dörfern einen gemeinsamen neuen Namen. Neue Namen wurden für die weiteren größeren Städte vergeben, z. B. Selenogradsk (Grüne Stadt) für Cranz oder Sowetsk (Stadt des Rätesystems) für Tilsit.

### 1960er-Jahre bis zur Perestroika
1969 wurde trotz Protesten von Einwohnern die Ruine des Königsberger Schlosses gesprengt und neben dessen ehemaligem Standort mit dem Bau des nie vollendeten Haus der Sowjets begonnen. Danach und in den 1970er Jahren erfolgte verstärkt der Abriss von alter Bausubstanz und der Neuüberbauung vieler Städte einschließlich der Hauptstadt. Da das Gebiet der Oblast bis 1969 selbst für Sowjetbürger gesperrt und nur mit Sondergenehmigung zu bereisen war, entwickelte es sich nur sehr langsam. Die gesamte Region war Militärsperrgebiet und beherbergte auch Kernwaffen. Als großes Problem für die Landwirtschaft entpuppte sich in vielen Landstrichen die Versumpfung, da diese Regionen vor dem Zweiten Weltkrieg durch aufwändige Drainagesysteme entwässert worden waren. Diese Systeme wurden nach dem Krieg nicht weiter gepflegt oder wurden häufig mutwillig zerstört, da schwere landwirtschaftliche Maschinen, die zur Bewirtschaftung dieses Geländes nicht geeignet waren, auf den neu gegründeten Kolchosen und Sowchosen eingesetzt wurden. Dieses Problem betraf beispielsweise die Elchniederung.

### Öffnung des Gebietes

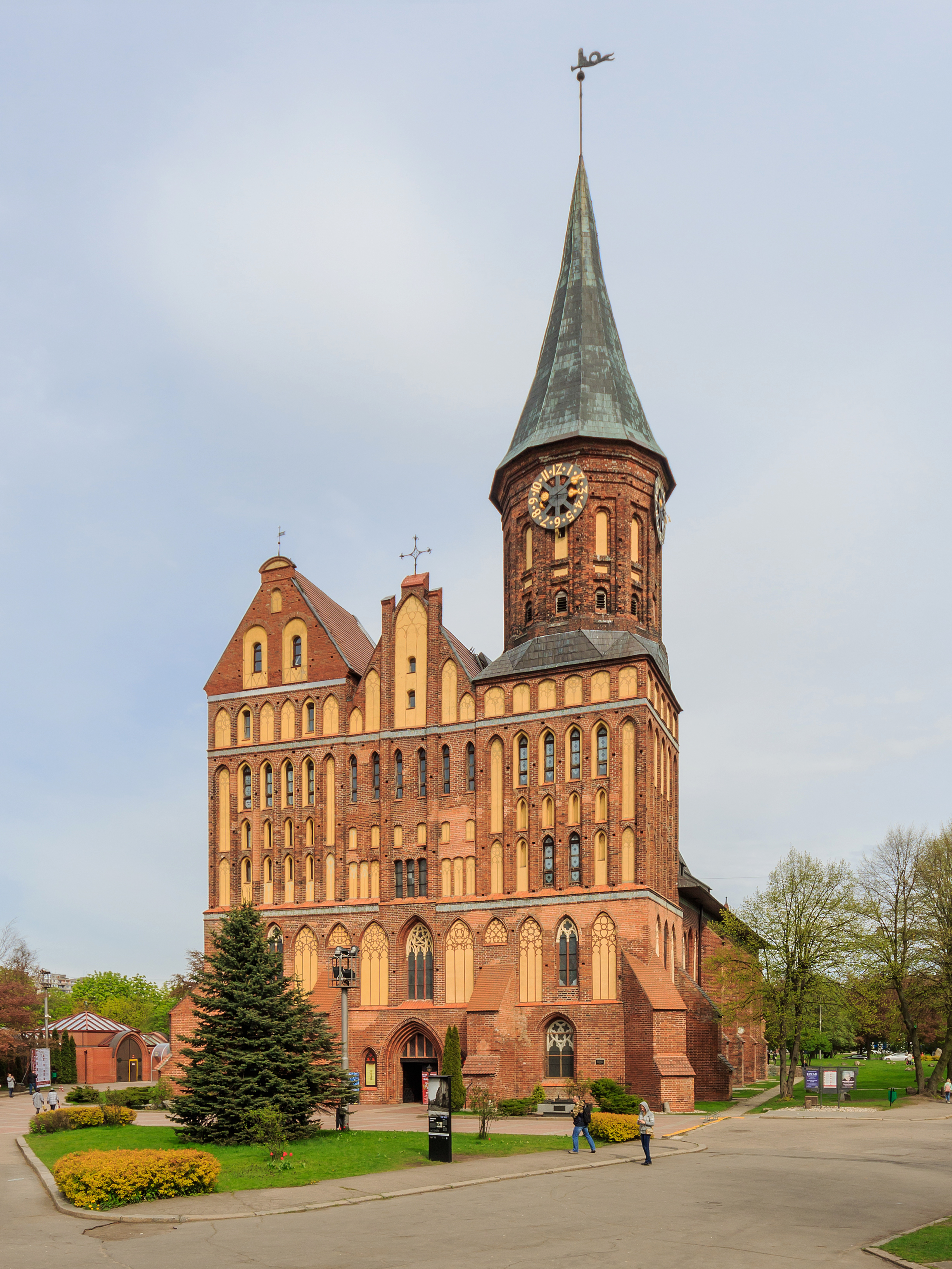
Königsberger Dom

Bis 1990 war die Oblast Kaliningrad als Teil der früheren deutschen Ostgebiete von der Bundesrepublik Deutschland – jedoch nicht von der DDR – als völkerrechtlich unter sowjetischer Verwaltung stehend betrachtet worden, auch wenn der Oberste Sowjet der UdSSR das Gebiet mit eisfreiem Zugang zur Ostsee bereits am 17. Oktober 1945 annektierte und per Erlass am 7. April 1946 über die Eingliederung als „Königsberger Gebiet“ in die RSFSR verfügte. Mit der Ratifizierung des Moskauer Vertrages vom 12. August 1970 erklärte die Bundesrepublik Deutschland die vorhandenen Grenzen für unverletzlich und verzichtete ausdrücklich auf die Geltendmachung von Gebietsansprüchen.
Während der Verhandlungen für die internationale Regelung der deutschen Wiedervereinigung bot die Sowjetunion auch Gespräche zur Übergabe des Gebietes an Deutschland an. Dieses Gesprächsangebot wurde von Deutschland nicht angenommen. Letztendlich wurde die Verzichtserklärung von 1970 im Zwei-plus-Vier-Vertrag vom 12. September 1990 nochmals bekräftigt. Damit stand die Zugehörigkeit des Königsberger Gebiets zu Russland nicht länger zur Diskussion.
1991 wurde das Gebiet im Zuge der Perestroika wieder für ausländische Besucher geöffnet. So kamen unter anderem vorübergehend viele „Heimwehtouristen“ in die Oblast, die seit der Auflösung der Sowjetunion zur Russischen Föderation gehört. Mit der politischen Öffnung wurde die Bausubstanz verstärkt erhalten. Dies betrifft einige repräsentative Kirchen wie den Königsberger Dom und einige Dorfkirchen, aber auch andere vereinzelte Bauwerke wie die Königin-Luise-Brücke (siehe Abschnitt „Kultur“).

### 1990er-Jahre bis heute
Mit Auflösung der Sowjetunion und der Unabhängigkeit der baltischen Staaten ergab sich die neue Situation, dass die Oblast eine von Russland abgetrennte Exklave geworden war und von Importen abhängig wurde. Früh bestanden Planungen, Kaliningrad zu einem Hongkong an der Ostsee zu machen. Zu diesem Zweck wurde die Sonderwirtschaftszone Jantar (Bernstein) eingerichtet, die jedoch nur wenig Erfolg brachte. Mit dem EU-Beitritt Litauens und Polens im Rahmen der EU-Erweiterung 2004 verschärfte sich die Exklavensituation, da für die Reise von der Oblast zum russischen Kernland de facto seither ein Visum erforderlich ist. Da im Fremdenverkehrsbereich der Heimwehtourismus der 1990er-Jahre weitgehend abgeebbt ist, wird versucht, eine neue Reisendenklientel zu erschließen, die vor allem aus Russland und Belarus kommt. Seit dem 29. März 2004 ist die Oblast landseitig vollständig von NATO-Gebiet umgeben.
Die Bestrebungen in der Bevölkerung nach einer stärkeren Autonomie von Russland nehmen indes zu, die Baltische Republikanische Partei (BRP) strebt nach der Gründung einer mit Russland assoziierten „Vierten Baltischen Republik“ innerhalb der EU mit dem Namen Baltia. 2002 schätzte der damalige Parteivorsitzende Sergei Pasko die Befürworter einer Loslösung von der Russischen Föderation in der Oblast auf etwa zehn Prozent. Am 26. März 2003 wurde der BRP aufgrund russischer Gesetze der Status als Partei aberkannt.
Im Herbst 2010 bildete sich in der Oblast Kaliningrad eine Bewegung zur Vereinfachung der Visaregelung mit der EU. Daraufhin wurde die russische Regierung auf die Stimmung in der Region aufmerksam und ergriff wirtschaftliche und politische Maßnahmen. Die Unterstützung für die Industrie, Landwirtschaft und den Tourismus wurde verstärkt und die Infrastruktur ausgebaut.
Außerdem wurden die Preise für Bahntickets und Flüge gesenkt. Die russische Polizei hat 2014 mehrere pro-europäische Beamte verhaftet und entlassen. Die meisten pro-europäischen Einwohner verließen die Region, zumeist in Länder der EU.
Infolge der von der EU wegen des russischen Überfalls auf die Ukraine 2022 verhängten Sanktionen gegen Russland kommt es zu erheblichen Einschränkungen von Warentransporten.

### Funktionsträger

#### Parteisekretäre der WKP(B)/KPdSU1947–1991
- 1947:–0000 Pjotr Andrejewitsch Iwanow (Пётр Андреевич Иванов) [in der Stellung eines 2. Sekretärs]
- 1947–1951: Wladimir Wassiljewitsch Schtscherbakow (Владимир Васильевич Щербаков)
- 1951–1959: Wassili Jefimowitsch Tschernyschow (Василий Ефимович Чернышёв)
- 1959–1961: Fjodor Wassiljewitsch Markow (Фёдор Васильевич Марков)
- 1961–1984: Nikolai Semjonowitsch Konowalow (Николай Семёнович Коновалов)
- 1984–1989: Dmitri Wassiljewitsch Romanin (Дмитрий Васильевич Романин)
- 1989–1991: Juri Nikolajewitsch Semjonow (Юрий Николаевич Семёнов)

#### Vorsitzende 1946–1991
- 1946–1948: Wassili Andrejewitsch Borissow (Василий Андреевич Борисов)
- 1948–1951: Alexei Andrejewitsch Jegorow (Алексей Андреевич Егоров)
- 1951–1962: Sachar Filippowitsch Slaikowski (Захар Филиппович Слайковский)
- 1962–1966: Jakow Andrejewitsch Pruschinski (Яков Андреевич Прушинский)
- 1966–1983: Wladimir Nikolajewitsch Witkowski (Владимир Николаевич Витковский)
- 1983–1987: Wassili Andrejewitsch Loginow (Василий Андреевич Логинов)
- 1987–1991: Juri Alexandrowitsch Malinkin (Юрий Александрович Малинкин)

#### Gouverneure (seit 1991)
| Im Amt seit        | Name (dt. Transkription und in Kyrillisch)                     |
| ------------------ | -------------------------------------------------------------- |
| 25. September 1991 | Juri Semjonowitsch Matotschkin (Ю́рий Семёнович Ма́точкин)       |
| 5. November 1996   | Leonid Petrowitsch Gorbenko (Леонид Петрович Горбенко)         |
| 7. Dezember 2000   | Wladimir Grigorjewitsch Jegorow (Влади́мир Григо́рьевич Его́ров)  |
| 28. September 2005 | Georgi Walentinowitsch Boos (Гео́ргий Валенти́нович Боо́с)        |
| 28. September 2010 | Nikolai Nikolajewitsch Zukanow (Николай Николаевич Цуканов)    |
| 28. Juli 2016      | Jewgeni Nikolajewitsch Sinitschew (Евгений Николаевич Зиничев) |
| 6. Oktober 2016    | Anton Andrejewitsch Alichanow (Антон Андреевич Алиханов)       |

## Geostrategische Bedeutung als Militärstandort

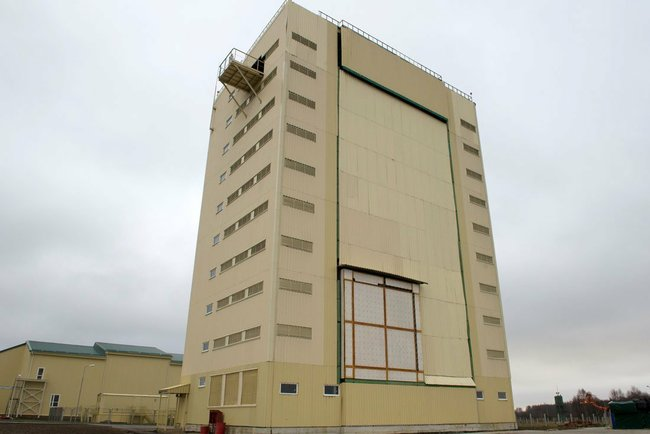
Das Woronesch-DM-Radar in Pionerski

Die Oblast Kaliningrad ist militärisch hoch gerüstet. Die Region besitzt den einzigen eisfreien russischen Hafen an der Ostsee und beherbergt darum die Baltische Flotte mit deren Hauptstützpunkt in Baltijsk. 
Die russischen Streitkräfte in der Oblast Kaliningrad sind laut NATO-Beobachtern gut ausgebildet und ausgerüstet. Die Verbände und militärischen Einrichtungen stellen entsprechend eine potentielle Bedrohung des Suwałki-Korridors dar, der schmalen Landverbindung zwischen dem NATO-Land Polen und den baltischen NATO-Staaten. Gemäß dem Center for Strategic and International Studies waren Anfang 2022 im Gebiet Kaliningrad rund 12.000 Mann der russischen Streitkräfte stationiert. Zu ihrer Ausrüstung zählten rund 100 T-72-Kampfpanzer, einige hundert BTR-Schützenpanzer, MSTA-S-Haubitzen sowie BM-27- und BM-30-Mehrfachraketenwerfer. Das Gros der Truppen stellte das 11. Armeekorps. Das Korps nahm ab Mai 2022 am russischen Überfall auf die Ukraine teil und wurde binnen sechs Monaten größtenteils aufgerieben.
Im Mai 2018 bestätigte die russische Regierung die Stationierung von atomwaffenfähigen Iskander-M-Raketen. Mit bis zu 500 km Reichweite könnten sie bis nach Warschau, Berlin oder Kopenhagen gelangen. Im August 2022 folgte die Stationierung von drei Kampfflugzeugen des Typs MiG-31E, die mit der atomwaffenfähigen Hyperschall-Rakete Ch-47M2 Kinschal ausgerüstet seien.
Die in der Oblast unterhaltenen Radarstationen sind Teil des russischen Frühwarnsystems gegen Luft- und Atomwaffenangriffe auf das russische Hinterland. Als Reaktion auf den von den Vereinigten Staaten angestrebten Raketenabwehrschild begann Russland, die Radarstation Pionerski zu modernisieren und in ein eigenes Raketenabwehrsystem einzugliedern. Außerdem schließt das Radar die Lücke in der russischen Aufklärung, die durch die Schließung der Anlagen in der Ukraine und Litauen entstanden war. Es ist aber auch davon auszugehen, dass Funkabhörstationen die Länder Skandinaviens und Nordwesteuropas überwachen.

## Kultur

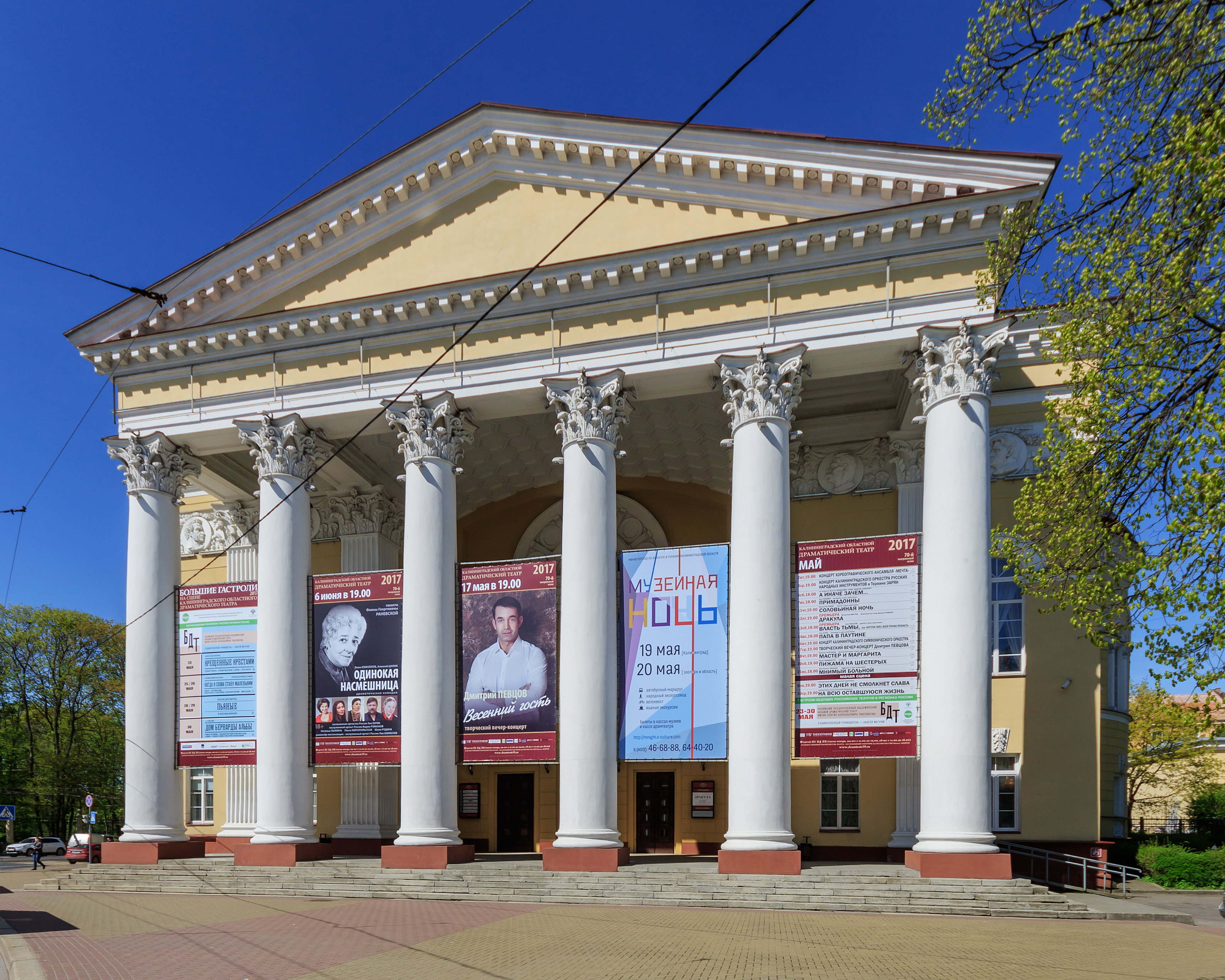
Theater von Kaliningrad

In Kaliningrad gibt es das Regionale Dramentheater, ein überregional bekanntes Puppentheater, ein Musiktheater, eine Philharmonie, verschiedene weitere Theater und Galerien, ein jährliches Filmfestival und ein Deutsch-Russisches Haus mit regelmäßigen Kulturveranstaltungen. Daneben gibt es in Sowetsk ein Theater. Hinzu kommen in kleineren Orten verschiedene Museen (meistens Heimatmuseen).
Die Oblast Kaliningrad unterhielt bis zum russischen Überfall auf die Ukraine 2022 auf Regierungsebene Partnerschaften mit den deutschen Ländern Brandenburg und Schleswig-Holstein, die neben einer wirtschaftlichen Komponente auch kulturelle Zusammenarbeit einschlossen. Allerdings hatten Kommandeure der Baltischen Flotte als letztentscheidende örtliche Machthaber den zivilen Gouverneuren mehrfach klargemacht, dass ein Ausbau kultureller und wirtschaftlicher Kontakte zwischen der Oblast und ausländischen Staaten ihnen nicht genehm sei und zu unterbleiben habe. In diesem Sinne hatte beispielsweise Admiral Wladimir Prokofjewitsch Walujew den Gouverneur Georgi Walentinowitsch Boos Ende 2005 in seine Schranken verwiesen. Die Oblast sei nicht eine künftige „Brücke zwischen Ost und West“, sondern der Vorposten Russlands und ein Brückenkopf, um westliche Einflüsse zu stoppen.

## Traditionen und Identität
Nach der Eroberung des Gebietes der heutigen Oblast wurden die Spuren der früheren, langjährig vor allem deutschen Geschichte bewusst zerstört. Dies betraf speziell Schlösser, Landgüter und Kirchen. Das frühere Nordostpreußen sollte nur noch ein Militärsperrgebiet sein. Dies änderte sich mit der Perestroika. Danach wurde die frühere Geschichte nicht mehr verschwiegen, und einige Organisationen wie beispielsweise Kirchengemeinden und Krankenhäuser aus diesem Gebiet pflegten Partnerschaften zu ehemaligen Bewohnern Ostpreußens, was sich in einigen Hilfstransporten in diese Region zeigte.
Die heutige Oblast ist ein russisches Gebiet und versteht sich aus offizieller Sichtweise kulturell als westlicher Außenposten Russlands. Offizielle Stellen bemühen sich, eine neue Identität auf Basis der russischen Geschichte im Ostseeraum, aber auch unter teilweiser Berücksichtigung der früheren Geschichte der Region zu konstruieren. Dies erzeugt häufig den Eindruck von Geschichtsklitterung. Die Oblast wird damit in die Tradition der russischen Geschichte im Baltikum gestellt – daher begegnen einem in dieser Region häufig Hinweise auf das „russische Baltikum“. So wird in der Oblast Kaliningrad die Tradition der Westöffnung unter Zar Peter dem Großen betont, der öfters Reisen nach Königsberg unternommen hatte. Die kurze Episode während des Siebenjährigen Krieges zwischen 1758 und 1762, in der das Gebiet unter Zarin Elisabeth schon einmal von Russland annektiert worden war („erste russische Episode“), gewinnt in diesem Zusammenhang an Bedeutung. Ein Element aus der vorrussischen Zeit, auf das gelegentlich hingewiesen wird, ist der Umstand, dass sich im früheren Ostpreußen Siedler aus vielen Gegenden (Salzburg, Schweiz, Niederlande) angesiedelt hatten, wie auch die heutige Bevölkerung aus den unterschiedlichsten Regionen der ehemaligen Sowjetunion stammt. Dabei wird verschwiegen, dass ein wesentlicher Teil der Ostpreußen von den seit Jahrtausenden ansässigen Prussen abstammte. Ferner wird häufig unterstrichen, dass Königsberg eine Hansestadt mit vielen Kontakten nach Russland (Nowgorod) war und dass sich hier eine traditionsreiche Universität befand, von der aus viele Einflüsse nach Russland kamen.
Als Identifikationsfigur gilt hierbei der Königsberger Philosoph Immanuel Kant: So wurde die ehemals Kneiphof-Insel und später schlicht „Insel“ genannte Pregelinsel in Kaliningrad in „Kant-Insel“ umbenannt. Es gab sogar Vorschläge, die frühere Stadt Königsberg und heutige Stadt Kaliningrad in „Kantgrad“ umzubenennen. Alte backsteingotische Dorfkirchen werden in einigen Orten für russisch-orthodoxe Gottesdienste hergerichtet, zum Teil werden beziehungsweise wurden Kirchen im traditionellen russischen Stil neu gebaut. Auf dem Gebiet der Oblast existiert die russisch-orthodoxe Diözese Kaliningrad und Baltijsk. Schlösser und Herrenhäuser werden zum Teil renoviert, wo sie noch stehen und Geld vorhanden ist.
Zu den Bemühungen um die Schaffung einer eigenen russischen Identität zählt die Einführung neuer Hoheitsabzeichen für die Region, die keinerlei Vorbild in früheren preußischen Symbolen finden und sich nur auf russische Symbolik beziehen – insbesondere gilt dies für das in Wappen und Flagge vorkommende Monogramm der Zarin Elisabeth aus der Zeit des Siebenjährigen Krieges, in der das Gebiet zeitweise russisch besetzt war.

## Auszeichnungen
- Leninorden, verliehen am 14. April 1966 „für das Erzielen von Fortschritten in der Entwicklung der Volkswirtschaft“[57]